# Джанго Фет
Джанго Фет (на английски: Jango Fett) е герой от филмовата поредица „Междузвездни войни“.
Джанго Фет е прочут ловец на глави, убиец, наемник и „баща“ на Боба Фет – генетичен клонинг на Джанго, когото той отглежда като син. Човек от Конкорд Даун, Фет е осиновен от легендарните Мандалориански воини след смъртта на родителите му през 58 ПБЯ. Години по-късно той ги повежда в Мандалорианските граждански войни. След завършека на конфликта, Джанго напуснал Мандалорианците и станал ловец на глави, който бързо си създава репутация на един от най-добрите в галактиката. По-късно се съгласява да стане оригинал на клонираните, които служат във Върховна армия на Републиката през Войните на Клонираните. Той е убит от джедаят Мейс Уинду. Неговата легенда продължава чрез сина му Боба, също и чрез неговите клонинрани братя, които нанасят дълбока рана в историята на галактиката.